# Mantispa zonata
Mantispa zonata är en insektsart som beskrevs av Navás 1923. Mantispa zonata ingår i släktet Mantispa och familjen fångsländor. Inga underarter finns listade i Catalogue of Life.